# باري كوبر
باري كوبر (30 نوفمبر 1958 - ) (بالإنجليزية: Barry Cooper)‏ هو لاعب كريكت نيوزلندي.

## وصلات خارجية
- باري كوبر على موقع إي آس بي آن كريك إنفو (الإنجليزية)